# NGC 4756
NGC 4756 (другие обозначения — MCG -2-33-39, DRCG 25-59, PGC 43725) — галактика в созвездии Ворона.
Эта эллиптическая галактика — ярчайшая в своей группе. В галактике рентгеновское излучение, которое само находится на фоне диффузного излучения из скопления Abell 1361, находящегося гораздо дальше NGC 4756. Полная светимость галактики в рентгеновском диапазоне составляет 1041 эрг/с, излучение связано с горячим газом с характерной температурой 0,7 кэВ.
Этот объект входит в число перечисленных в оригинальной редакции «Нового общего каталога».